# Argulus lepidostei
Argulus lepidostei is een visluizensoort uit de familie van de Argulidae. De wetenschappelijke naam van de soort is voor het eerst geldig gepubliceerd in 1877 door Kellicott.